# Andy San Dimas

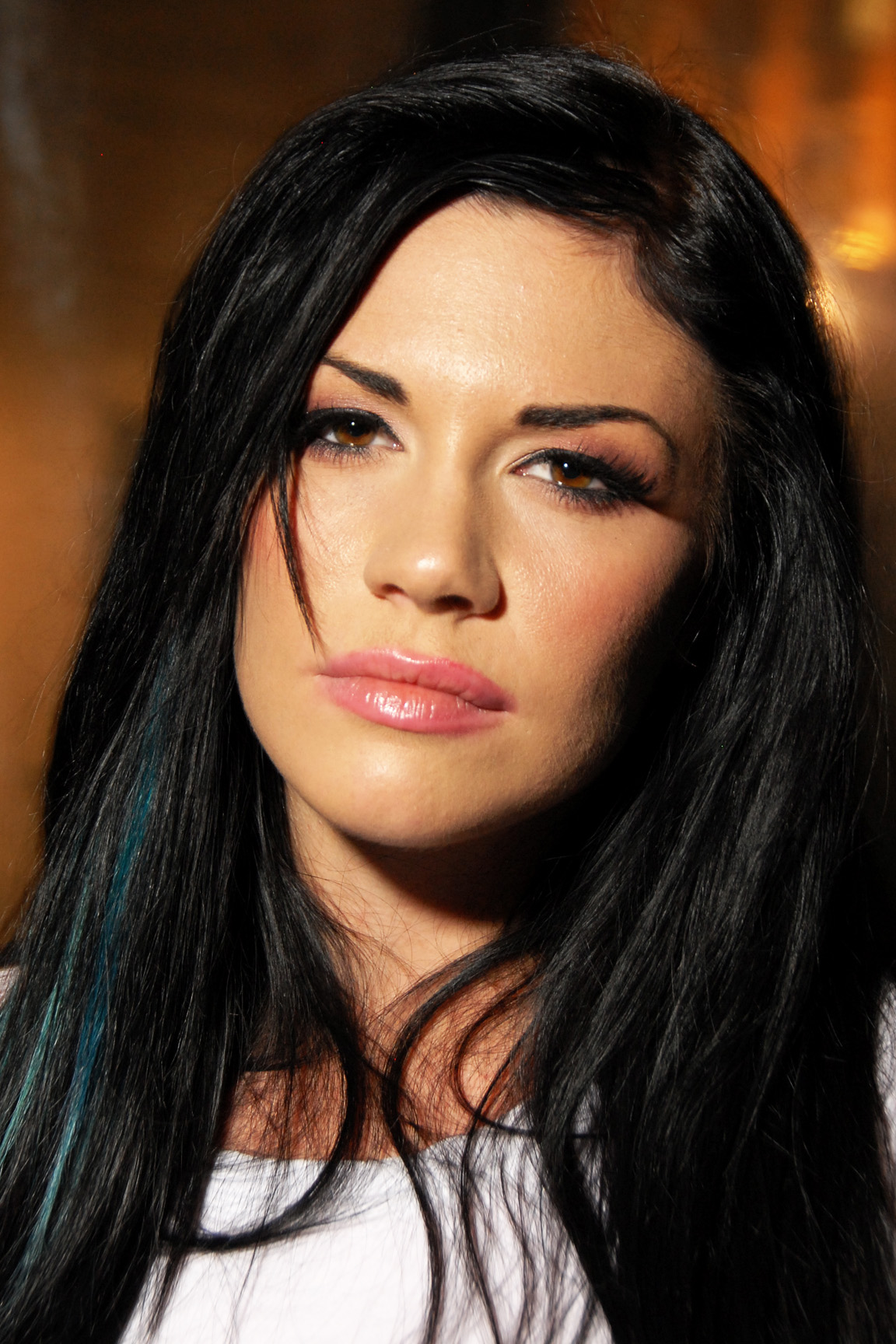
Andy San Dimas (2010)

Andy San Dimas (* 3. Oktober 1986 in Baltimore, Maryland) ist eine US-amerikanische Pornodarstellerin.

## Karriere
Andy San Dimas, deren Vorfahren Deutsche und Native Americans sind, begann im Alter von 18 Jahren als Erotik-Model zu arbeiten. Sie gab 2007 ihr Debüt in Eon McKais Film Dana DeArmond’s Role Modeling. Ihr Name leitet sich von der Stadt San Dimas ab, die im Film Bill & Ted’s verrückte Reise in die Zukunft vorgestellt wurde. Weitere Pseudonyme sind Andi Love, Andi Crush, Andie San Dimas, Rock Christina und Inked Andi.
Laut IAFD hat sie in 314 Filmen (Stand: Mai 2016) mitgespielt.
Sie war bisher 14 Mal für den AVN Award nominiert, für 2011 in 13 Kategorien. Neben ihr erhielt in diesem Jahr nur Asa Akira eben so viele Nominierungen.

## Filmografie (Auswahl)
- 2007: Device Bondage
- 2008: Whipped Ass
- 2009: 2 Chicks Same Time

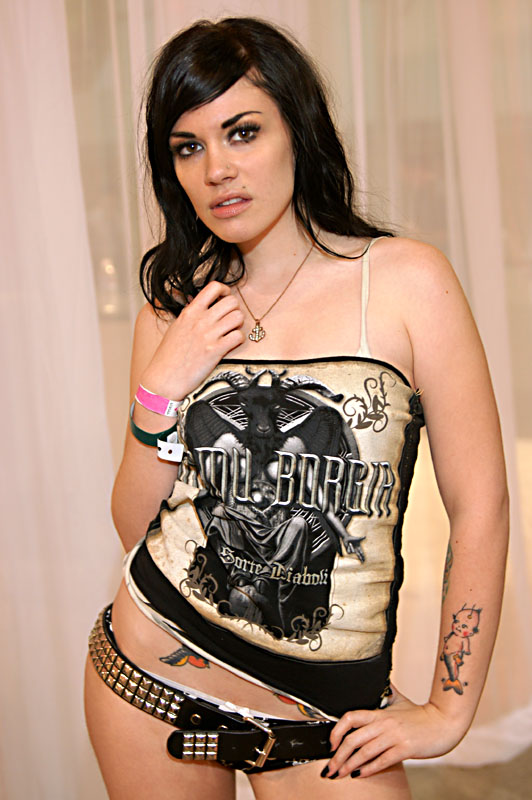
Andy San Dimas auf der Exxxotica LA Show 2010

- 2009: Andie Loves The Attention Her Feet Gets
- 2009–2010: Face Fucking Inc. 7, 10
- 2009: Foot Tricks
- 2009: Fuck Face
- 2009: Jack’s POV 15
- 2009: LA Pink: A XXX Porn Parody
- 2009: Peep Show 4
- 2009: POV Pervert 11
- 2009: WKRP In Cincinnati: A XXX Parody
- 2010: Batman XXX: A Porn Parody
- 2010: Lex the Impaler 5
- 2010: Live Naughty Student
- 2010: Live Party Girl
- 2010: Malice in Lalaland
- 2010: New Neighbourhood Slut
- 2010: No Cum Dodging Allowed 11
- 2010: Strap Attack 12
- 2010: The Big Lebowski: A XXX Parody
- 2010: The Bombshells 1
- 2010: This Ain’t Glee XXX
- 2010: Throat Fucks 2
- 2010: Tori Black Is Pretty Filthy 2
- 2010: Women Seeking Women 62
- 2011: American Dad XXX
- 2011: Doctor Adventures.com 11
- 2011: Elvis XXX – A Porn Parody
- 2011: Fucking Machines
- 2011: Horizon
- 2011: Katwoman XXX
- 2011: Live Naughty Secretary
- 2011: Live Naughty Student
- 2011: Rezervoir Doggs
- 2011: Rocky XXX: A Parody Thriller
- 2011: White Room With Andy
- 2012: Anarchy In The U.S.A.
- 2012: Andy San Dimas Is A Cheerleader Gone Bad
- 2012: Belladonna's Cock Pigs 2
- 2012: Dark Knight XXX: A Porn Parody
- 2012: Foot Worship
- 2012: Hardcore Allure 1
- 2012: Lap Dance
- 2012: Nacho Invades America 2
- 2012: Poetry Cunt Slam
- 2012: Spartacus MMXII: The Beginning
- 2012: This Ain’t The Expendables XXX
- 2012: Trouble at the Slumber Party
- 2013: Lick My Boot Filth
- 2013: Nikita XXX
- 2013: Sex Slavery
- 2013: Slave Cock
- 2013: Stiletto Scum Sucker
- 2013: Threesome Slip and Slide
- 2013: Under The Covers Investigation
- 2013: Wolverine XXX – An Axel Braun Parody
- 2014: Cruel Chastity Games
- 2014: Femdom Cunt Worship
- 2014: Permission to Cum
- 2014: Shark Bait
- 2014: Wicked Live Uncut and Uncensored 2
- 2014: X-Men XXX: An Axel Braun Parody
- 2015: Innocent Gracie Glam - The Manuel Ferrara's Orgy
- 2015: No Need To Be Shy
- 2015: Saving Humanity
- 2016: Ice Cream Blowjob
- 2018: Sole Mates
- 2021: Classical Music Makes Sexy Stripper Wet
- 2022: Carbon Girl
- 2022: Girls Work Hard For An Xxx Living

## Auszeichnungen und Nominierungen

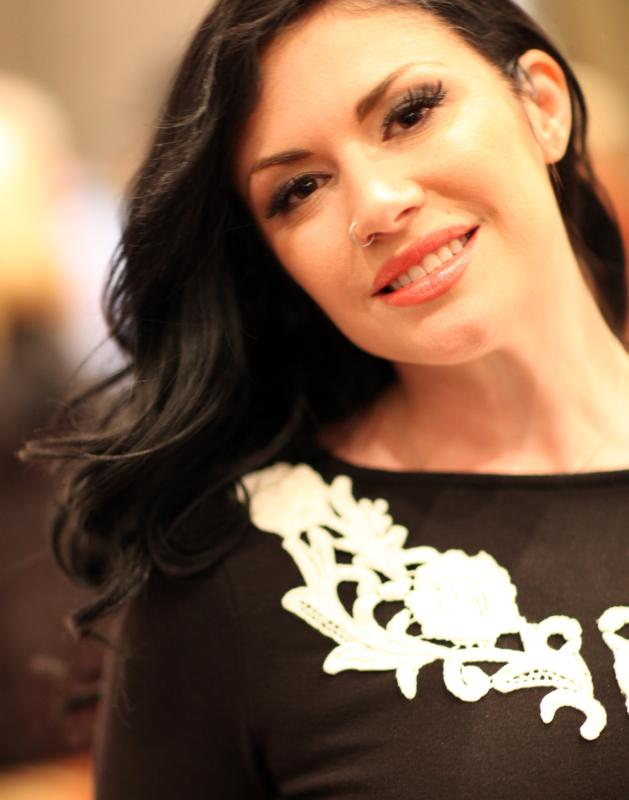
AVN Expo & AVN Awards (2013)

- 2010: AVN-Award-Nominierung – Best Couples Sex Scene – On My Dirty Knees
- 2011: AVN-Award-Nominierung – Female Performer of the Year
- 2011: AVN-Award-Gewinner – Best Actress – This Ain’t Glee XXX (unentschieden mit India Summer)[1]
- 2011: AVN-Award-Nominierung – Best Supporting Actress – Malice in Lalaland
- 2011: AVN-Award-Nominierung – Best All-Girl Group Sex Scene – The Big Lebowski: A XXX Parody
- 2011: AVN-Award-Nominierung – Best All-Girl Group Sex Scene – FemmeCore
- 2011: AVN-Award-Nominierung – Best All-Girl Three-Way Sex Scene – FemmeCore
- 2011: AVN-Award-Nominierung – Best Group Sex Scene – Malice in Lalaland
- 2011: AVN-Award-Nominierung – Best Oral Sex Scene – Praise the Load 4
- 2011: AVN-Award-Nominierung – Best Three-Way Sex Scene (G/G/B) – Tori Black Is Pretty Filthy 2
- 2011: AVN-Award-Nominierung – Best Three-Way Sex Scene (G/G/B) – Secretary’s Day 4
- 2011: AVN-Award-Nominierung – Best Three-Way Sex Scene (G/B/B) – Belladonna: Slut!
- 2011: AVN-Award-Nominierung – Most Outrageous Sex Scene – Party of Feet 2
- 2011: AVN-Award-Nominierung – Most Outrageous Sex Scene – Tori, Tarra and Bobbi Love Rocco
- 2012: AVN-Award-Gewinner – Best POV Sex Scene – Double Vision 3
- 2014: AVN-Award-Nominierung – Best Boy/Girl Sex Scene – Wolverine XXX: A Porn Parody
- 2014: AVN-Award-Nominierung – Best Girl/Girl Sex Scene – Bitchcraft 9
- 2014: AVN-Award-Nominierung – Most Outrageous Sex Scene – Squirtamania 32
- 2016: XBiz-Award-Nominierung – Best Scene – Saving Humanity
- 2016: XBiz-Award-Nominierung –  Best Supporting Actress – Saving Humanity